# Olga Smirnovová
Olga Smirnovová (rusky Ольга Вячеславовна Смирнова; * 6. listopadu 1991, Petrohrad) je ruská primabalerína.

## Životopis

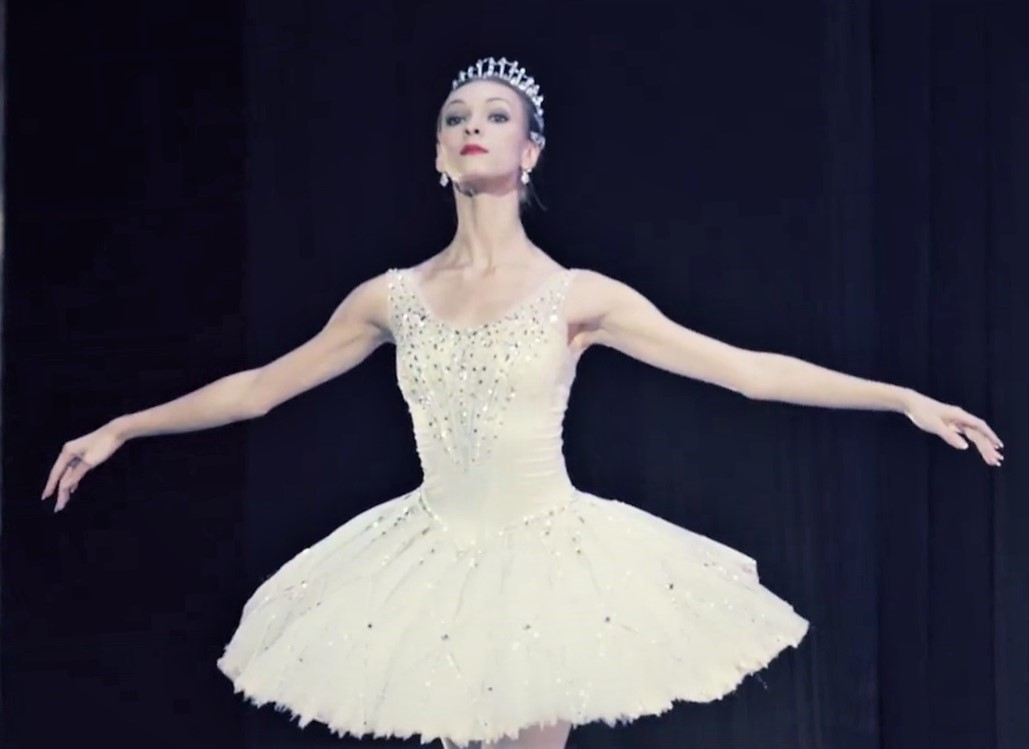
Smirnová v roce 2019

Narodila se 6. listopadu 1991 v Petrohradě. V roce 2011 absolvovala Akademii ruského baletu a byla přijata do baletního souboru Velkého divadla. Účastnila zájezdů Akademie ruského baletu - vystupovala v rámci Akademie v Japonsku, Velké Británii, Itálii, Litvě, Maďarsku, Řecku a Portugalsku. V roce 2004 se zúčastnila společného koncertu ARB a School of the Royal Ballet of Great Britain, který se konal v Londýně. V květnu 2011 se zúčastnila slavnostního koncertu hvězd na památku Galiny Ulanové z cyklu Ikony ruského baletu, který se konal na scéně londýnského divadla Coliseum. V červenci téhož roku se zúčastnila galakoncertu mezinárodních baletních hvězd v rámci 1. mezinárodní soutěže v baletu a choreografii konané v Pekingu.
Mezi baletními rolemi, které ztvárnila ve Velkém divadle: Odetta-Odile (Labutí jezero), Princezna Aurora (Šípková Růženka), Marguerite Gauthier (Dáma s kaméliemi), Bianca (Zkrocení zlé ženy), Bela (Hrdina naší doby), Anastasia (Ivan Hrozný), královna dryád (Don Quijote) a další.
V květnu 2014 debutovala jako hostující umělkyně v American Ballet Theatre: vystoupila jako Nikiya v baletu Bajadéra (verze N. Makarovové) v New Yorku. V říjnu 2014 vystoupila jako hostující umělkyně v Mariinském divadle jako Odetta-Odile v baletu Labutí jezero (verze K. Sergejeva) v Petrohradu. V prosinci 2015 a lednu 2016 vystoupila jako hostující umělkyně s Monte-Carlo Ballet Company v baletu Casse-Noisette Compagnie choreografa Jeana-Christopha Maillota v Monackém knížectví.
V reakci na ruskou invazi na Ukrajinu se v březnu 2022 rozhodla opustit baletní soubor moskevského Velkého divadla, kde je primabalerínou od roku 2016. Nově je členkou Nizozemského národního baletu. „Nikdy jsem nemyslela, že se budu stydět za Rusko... Nyní ale cítím, že byla namalována čára, která odděluje minulost od přítomnosti,“ uvedla na sociální síti.